# Contra: Shattered Soldier
Contra: Shattered Soldier (真魂斗羅?, Shin Contra) è un videogioco sparatutto del 2002 appartenente alla serie Contra sviluppato e pubblicato da Konami per PlayStation 2. Il gioco è stato inoltre distribuito per PlayStation 3 tramite PlayStation Network.

## Modalità di gioco
Shattered Soldier è un run 'n' gun 2D. Il gioco presenta una modalità multigiocatore in cooperativa.